# Jeffinho
Jefferson Ruan Pereira dos Santos, genannt Jeffinho (* 30. Dezember 1999 in Volta Redonda) ist ein brasilianischer Fußballspieler, der bei Botafogo FR unter Vertrag steht. 

## Karriere
Jeffinho begann seine fußballerische Ausbildung beim Resende FC, wo er bis 2020 ausschließlich in den Jugendmannschaften zum Einsatz kam. Sein Profidebüt gab er am 28. Juni 2020 (4. Spieltag) in der Staatsmeisterschaft von Rio de Janeiro, als er eingewechselt wurde und in der Nachspielzeit auch direkt das erste Mal zum 2:0-Endstand traf. In der restlichen Spielzeit spielte er dort noch ein weiteres Mal. In der darauf folgenden Spielzeit 2021 spielte er bis Ende April 2021 neunmal für Resende und schoss zwei Tore. Im Juli und August war er an den Viertligisten SE Gama verliehen. Dort spielte er fünfmal, ehe er schnell wieder zu Resende zurückkehrte.
Nach zwei Treffern in 14 weiteren Einsätzen für den Verein, wechselte Jeffinho im April 2022 zunächst auf Leihbasis zum zweifachen brasilianischen Meister Botafogo FR. Am 19. Juni 2022 (13. Spieltag) wurde er bei einem 3:2-Sieg gegen Internacional Porto Alegre spät eingewechselt und spielte somit das erste Mal in der Série A. Als er bei einem 2:0-Sieg über Athletico Paranaense in der Startelf stand, schoss er auch direkt sein erstes Tor in der höchsten brasilianischen Spielklasse. Anschließend wechselte er Ende August 2022 ohne eine zwischenzeitliche Rückkehr fest zu Bota. Bis zum Ende der Série A 2022 spielte er 24 Mal in der ersten Liga, wobei er zweimal treffen und drei Tore auflegen konnte.
Ende Januar 2023 wechselte er für zehn Millionen Euro in die französische Ligue 1 zu Olympique Lyon. In der Ligue 1 debütierte Jeffinho am 25. Februar 2023 (25. Spieltag) nach Einwechslung bei einem 3:1-Sieg gegen den SCO Angers. Knapp ein Jahr später verliehen ihn der Verein für die Spielzeit 2024 zurück in seine Heimat an Botafogo FR. Mit dem Klub gewann er am 23. November die Copa Libertadores 2024, mit einem 3:1-Sieg über Atlético Mineiro. Anfang Dezember schloss sich der Gewinn der Série A 2024 an.

## Erfolge
Botafogo
- Copa Libertadores: 2024
- Campeonato Brasileiro de Futebol: 2024